# Materozza
La materozza è un serbatoio di metallo liquido utilizzato nei processi di fonderia. Più in generale, la materozza è un accorgimento mediante il quale si fa in modo di preservare il getto da difetti dirigendoli nella materozza stessa, elemento ricavato sul getto stesso.
La materozza non va confusa con il bastone e il canale di colata che formano il sistema di colata cioè l'alimentazione del getto.
Per produrre un getto mediante processi tecnologici di fusione, innanzitutto bisogna preparare la forma (transitoria o permanente), dove si versa metallo liquido alla temperatura di colata. Tale temperatura sarà sempre superiore alla temperatura di fusione nel caso di un metallo o alla temperatura di completamento della fusione nel caso di lega metallica. È indispensabile che la temperatura di colata sia abbastanza elevata al fine di evitare che il metallo fuso inizi a solidificare durante il deflusso del liquido, in quanto tale solidificazione potrebbe compromettere la qualità del getto finale.
Una volta completata la colata, il getto dovrà raffreddarsi. Durante il raffreddamento qualsiasi metallo o lega metallica si ritira, ovvero il suo volume diminuisce, dando luogo al cosiddetto cono di ritiro. La materozza assolverà dunque il compito di serbatoio di metallo liquido compensando via via tutti i ritiri che si formano naturalmente nel pezzo. Alla fine del processo di solidificazione il cono di ritiro sarà presente solo nella materozza. Essa verrà segata e riciclata per produrre altro fuso.
È fondamentale però assicurarsi che la materozza sia l'ultimo elemento a solidificare. In ambito progettuale sarà necessario quindi posizionare tutte le zone che hanno un rapporto volume/superficie (modulo termico) più alto il più lontano possibile dall'ingresso del metallo liquido, in modo che queste zone solidifichino dopo. Non sempre questo è possibile: quando le specifiche tecniche non lo consentono si procederà allora a raffreddare con opportune placche metalliche le zone di piccoli rapporti volume/superficie che per le specifiche di progetto si trovano più vicine all'ingresso del liquido rispetto alle altre di più elevati rapporti, le quali si trovano invece più lontane dal canale di colata.
Per la progettazione e dimensionamento della materozza si può usare il metodo Pellini-Bishop o quello del Diagramma di Caine, che partono entrambi dai valori del modulo di getto e materozza calcolati tramite la Regola di Chvorinov, che fornisce il tempo totale di solidificazione (TST).
Affinché si eviti il cono di ritiro nel getto (e lo si abbia quindi nella materozza) la materozza deve avere un TST, quindi un modulo di raffreddamento, maggiore della parte del getto che solidifica per ultima.
I moduli di raffreddamento di un getto, infatti, variano a seconda della zona solidificata in quanto varia la superficie da considerare.
La materozza si utilizza anche in altri processi di fusione, come la pressofusione di leghe leggere o lo stampaggio di resine plastiche. In alcuni casi assume altre denominazioni più settoriali in quanto assume forme diverse da quella classica cilindrica o conica.